# Christian Schwarzer
Christian Schwarzer (ur. 23 października 1969 w Brunszwiku) – były niemiecki piłkarz ręczny, reprezentant kraju. Grał na pozycji obrotowego. W 2004 roku zdobył srebrny medal na Igrzyskach Olimpijskich. W 2007 roku zdobył złoty medal na Mistrzostwach Świata. W 2001 roku został wybrany najlepszym piłkarzem ręcznym na świecie. Karierę sportową zakończył w 2009 r.

## Kluby
- 1979-1983  TSG Bergedorf
- 1983-1987  Wandsbek 72
- 1987-1991  VFL Fredenbeck
- 1991-1999  TV Niederwürzbach
- 1999-2001  FC Barcelona
- 2001-2007  TBV Lemgo
- 2007-2009  Rhein-Neckar Löwen

## Sukcesy

### Klubowe

#### Mistrzostwo Hiszpanii
- (2000)

#### Puchar Hiszpanii
- (2000)

#### Liga Mistrzów
- (2000)

#### Mistrzostwa Niemiec
- (2003)
- (2009)

#### Puchar EHF
- (2006)

#### Puchar DHB
- (2002)

### Reprezentacyjne

#### Mistrzostwa Europy
- (2004)
- (2002)
- (1998)

#### Mistrzostwa Świata
- (2007)
- (2003)

#### Igrzyska Olimpijskie
- (2004)

## Wyróżnienia
- 2001 – Najlepszy piłkarz ręczny na świecie
- 2003 – MVP Mistrzostw Świata